# واردن (واشینگتن)
واردن (به انگلیسی: Warden) شهری در شهرستان گرانت ایالت واشنگتن است که در سرشماری سال ۲۰۱۰ میلادی، ۲۶۹۲ نفر جمعیت داشته است. 